# Плутонийдирутений
Плутонийдирутений — бинарное неорганическое соединение
рутения и плутония
с формулой Ru2Pu,
кристаллы.

## Получение
- Сплавление стехиометрических количеств чистых веществ:

{\displaystyle {\mathsf {2Ru+Pu\ {\xrightarrow {1600^{o}C}}\ PuRu_{2}}}}

## Физические свойства
Плутонийдирутений образует кристаллы
кубической сингонии,
пространственная группа F d3m,
параметры ячейки a = 0,7472÷0,7476 нм, Z = 8,
структура типа димедьмагния MgCu2
.
Соединение конгруэнтно плавится при температуре выше 1600°С .